# Copper Center
Copper Center est une ville d'Alaska, aux États-Unis, située dans la Région de recensement de Valdez-Cordova. Sa population s’élevait à 328 habitants lors du recensement de 2010, dont une majorité relative d'autochtones.

Le lac Pippin (pépin) près de Copper Center, vu depuis la Richardson Highway. Aout 2017.

Copper Center est située sur la Richardson Highway, entre le kilomètre 163 et le kilomètre 169, sur la rive ouest de la Copper River, à son confluent avec la rivière Klutina. Elle se trouve à 25 kilomètres de Glennallen et à 160 kilomètres au nord de Valdez, à l'ouest du Parc national de Wrangell–Saint-Élie.
Les températures extrêmes sont de −59 °C en janvier et de 36 °C en juillet.
Elle a été fondée en 1896 par Ringwald Blix, qui y établit un comptoir commercial. Peu de temps après, elle était le lieu de passage des prospecteurs qui rejoignaient le Klondike, en venant de Valdez.
On y trouve le Copper Center Lodge, datant de 1932, qui propose hébergement et restauration, et est inscrit au National Register of Historic Roadhouses, ainsi qu'un petit musée historique, le George I. Ashby Museum.

## Démographie
| Groupe               | Butte | Alaska | États-Unis |
| -------------------- | ----- | ------ | ---------- |
| Blancs               | 45,7  | 66,7   | 72,4       |
| Autochtones d'Alaska | 48,5  | 14,8   | 0,9        |
| Métis                | 4,6   | 7,3    | 2,9        |
| Asiatiques           | 0,3   | 5,4    | 4,8        |
| Océaniens            | 0,9   | 1,1    | 0,2        |
| Autres               | 0     | 4,7    | 18,8       |
| Total                | 100   | 100    | 100        |
|                      |       |        |            |
| Latino-Américains    | 3,1   | 5,5    | 16,7       |

Selon l'American Community Survey pour la période 2011-2015, 84,70 % de la population âgée de plus de 5 ans déclare parler l'anglais à la maison, 6,60 % l'athapascan, 5,28 % l'espagnol, 2,11 % l'allemand, 0,79 % le japonais, et 0,53 % le français.

| 1910 | 1920 | 1930 | 1940 | 1950 | 1960 |
| ---- | ---- | ---- | ---- | ---- | ---- |
| 91   | 71   | 80   | 138  | 90   | 151  |

| 1970 | 1980 | 1990 | 2000 | 2010 | - |
| ---- | ---- | ---- | ---- | ---- | - |
| 206  | 213  | 449  | 362  | 328  | - |